# Jules Emily
Jules Michel Antoine Emily (Olmeto, Corse, 20 mars 1866 - Paris, 16 décembre 1944) est un explorateur et médecin français.

## Biographie
Il est le fils de Pierre, Thomas Emily (1820-1911) et de Barbe, Marie Pasqualaggi (1830-1911), tous deux originaires de Santa-Maria-Sichè et mariés le 30 janvier 1855. Jules Emily commence ses études de médecine à l’École de médecine navale de Toulon, puis intègre l’École de Santé Navale de Bordeaux en 1890, l’année de son ouverture. En 1899, il choisit le corps de santé des Colonies et des pays de protectorat créé par le décret du 7 janvier 1890. Il est resté célèbre parce qu’il a participé à la Mission Congo-Nil.
En 1892, il fait un premier séjour au Soudan et participe à la pacification sous le commandement du colonel Archinard, qui est alors le commandant supérieur du Soudan français. Confronté aux épidémies de fièvre jaune, Emily est distingué et fait chevalier de la Légion d’Honneur avec deux citations. Revenu en métropole, il est embarqué sur la Nive en 1894, puis en 1896 sur La Mésange du port de Dakar. Alors qu’il était en cours de séjour, il est désigné pour servir comme médecin de la mission Marchand. Il en assure tous les soins médicaux sur l'Oubangui et entre autres, dans les marais du Bahr el Ghazal (1896).
Dans Fachoda, Mission Marchand (1896-1899), Jules Emily écrit :
« Pouvais-je me douter en partant de Bordeaux le 6 mars 1896 pour aller à Dakar embarquer sur l'aviso la Mésange que je commençais un long voyage à travers toute l'Afrique ? En savais-je plus, trois mois après, en prenant passage sur le Stamboul m'amenant au Congo avec les Sénégalais qui devaient servir d'escorte à la mission Marchand ? Désigné de France pour en faire partie, je ne connaissais même pas à cette époque, quel était son but précis ni jusqu'où elle devait aller. Mais j'avais été touché et très honoré par le choix qu'avait fait de moi son jeune chef et c'est avec fierté que j'avais accepté de l'accompagner ».
Il sert ensuite dans le service de santé des troupes coloniales (1897-1902) puis en Crète (1902-1904) puis en Chine (1904-1907) avant de devenir directeur de l'hôpital colonial de Dakar (1907-1911).
Médecin chef du service de santé de la Guinée française (1913-1915), il sert ensuite dans la 2e division coloniale dont il devient directeur (1916-1918) et assure les fonctions de chef supérieur du service de santé de la VIe armée en Belgique jusqu'en 1919, puis celles de la VIIIe armée.
Nommé inspecteur général des services de santé du haut-commissariat de France en Syrie et au Liban (1919-1923), il est nommé directeur du service de santé du corps d'armée coloniale à Paris en 1924 et passe en 1928 cadre de réserve.
Il fait partie du comité directeur du « Rassemblement national pour la reconstruction de la France » en 1936-1937, aux côtés du général Maxime Weygand, de l'Académicien Abel Bonnard, de Bernard Faÿ. Ce cercle de pensée hostile au Front populaire et au communisme a été fondé par Lucien Souchon, René Gillouin et Gaston Le Provost de Launay.
Président de l'Académie des sciences coloniales (1938-1944), il devient l'historiographe majeur de la mission Marchand et de l'affaire de Fachoda.
La promotion 2001 de l’École de Santé navale de Bordeaux a choisi comme parrain Jules Emily. La cérémonie du baptême s’est déroulée le 8 mars 2003.

## Récompenses et distinctions
- Chevalier de la Légion d'honneur (1895)
- Chevalier de l'ordre royal du Cambodge (1895)
- Officier de l'instruction publique (1911)
- Prix Fabien 1913 de l’Académie française
- Commandeur de l'ordre de l'Étoile noire du Bénin (1919)
- Titulaire de la Croix de guerre avec étoiles et palmes (1918)
- Membre titulaire de l'Académie des sciences coloniales (élu le 7 mai 1925)
- Prix Montyon 1936 de l’Académie française

## Travaux
- Contribution à l'étude clinique des altérations de la peau chez les vieillards, 1891.
- La Mission Marchand dans le Bahr-el-Ghazal et à Fachoda (1913). Revue d’Histoire des Colonies 1931 ; 81 : 233-260.
- Mission Marchand. Journal de route du Dr. Emily. [s. n.] 1912. Rééd. Hachette 1913, Lavauzelle 1923, 378 p., 117 pl., carte.
- Fachoda. Mission Marchand 1896-1899; Hachette 1935, 252 p., couverture illustrée.
- Rapport médical sur la mission Marchand de Loango à Djibouti par Fachoda (1896-1899). Archives de Médecine navale 1900, LXXIV, 81-106, 161-179, 241-266.
- Sur le traitement du craw-craw. Archives de Médecine navale 1899, LXXI, 54-65.